# Michael Essien
Michael Kojo Essien (n. 3 decembrie 1982, Accra, Ghana) este un fotbalist ghanez liber de contract, care joacă pe post de mijlocaș. Pe plan internațional, are prezențe la națională pentru Ghana, Ghana U17 și Ghana U20⁠(d).

## Carieră
Essien și-a început cariera la Bastia, pentru care a jucat 65 de meciuri și a marcat de 11 ori.
A fost transferat, apoi, pentru 10 milioane de euro, la Olympique Lyon unde a jucat 71 de meciuri și a marcat 7 goluri.
A sosit la Chelsea pentru 38 de milioane de euro pe vremea când antrenorul echipei era José Mourinho.
În august 2012, Essien a fost împrumutat de Chelsea la Real Madrid, pentru a lucra cu fostul său antrenor din Anglia, Jose Mourinho.

## Legături externe
- Materiale media legate de Michael Essien la Wikimedia Commons
- Site web oficial
- Chelsea F.C. Profil la Wayback Machine (archived 5 decembrie 2013)